# زمزم (حزب)
حزب المؤتمر الوطني (زمزم) هو حزب سياسي أردني يصنف نفسه بأنه حزب مدني وطني إصلاحي يستند إلى ثوابت الأمة العربية والإسلامية، يقول البعض بأنه ذو جذور إسلامية وتوجه إسلامي إصلاحي لكنه ينفي بأن يكون حزب ديني، نشأ في 11 آب 2016م من خلال أعضاء المبادرة الأردنية للبناء (زمزم) الذين كان من بينهم قيادات إسلامية إصلاحية انشقوا عن حزب جبهة العمل الإسلامي في الأردن. وقد حصل الحزب في الانتخابات النيابية الأردنية 2016 على 5 مقاعد في مجلس النواب الأردني.